# قائمة أنهار روسيا
يمكن تقسيم أنهار روسيا إلى أنهار روسيا الأوروبية وآسيا الشمالية. تعتبر جبال الأورال الخط الفاصل بينهما. تصب أنهار الجزء الأوروبي في المحيط المتجمد الشمالي وبحر البلطيق والبحر الأسود وبحر قزوين. وتصب أنهار الجزء الآسيوي في المحيط المتجمد الشمالي والمحيط الهادئ.
الأنهار الروسية الكبرى في الجهة الأوروبية هي نهر بيتشورا، نهر الفولغا، نهر الدون، نهر كاما، نهر أوكا ونهر دفين بالإضافة إلى عدة أنهار أخرى تنبع في روسيا ولكنها تتدفق إلى دول أخرى مثل دنبر ونهر دفينا.
أما في روسيا الآسيوية، فالأنهار المهمة هي نهر أوب، نهر إيرتيش، نهر ينسي، نهر أنغارا، نهر لينا، نهر آمور، نهر يانا، نهر إنديغيركا، نهر كوليما.
في القائمة أدناه، جُمعت الأنهار حسب البحار أو المحيطات التي تتدفق إليها. الأنهار التي تصب في الأنهار الأخرى مرتبة حسب قرب نقطة مقرن نهري من مصب النهر الرئيسي.

توجد قائمة أبجدية للأنهار في نهاية هذه المقالة. 

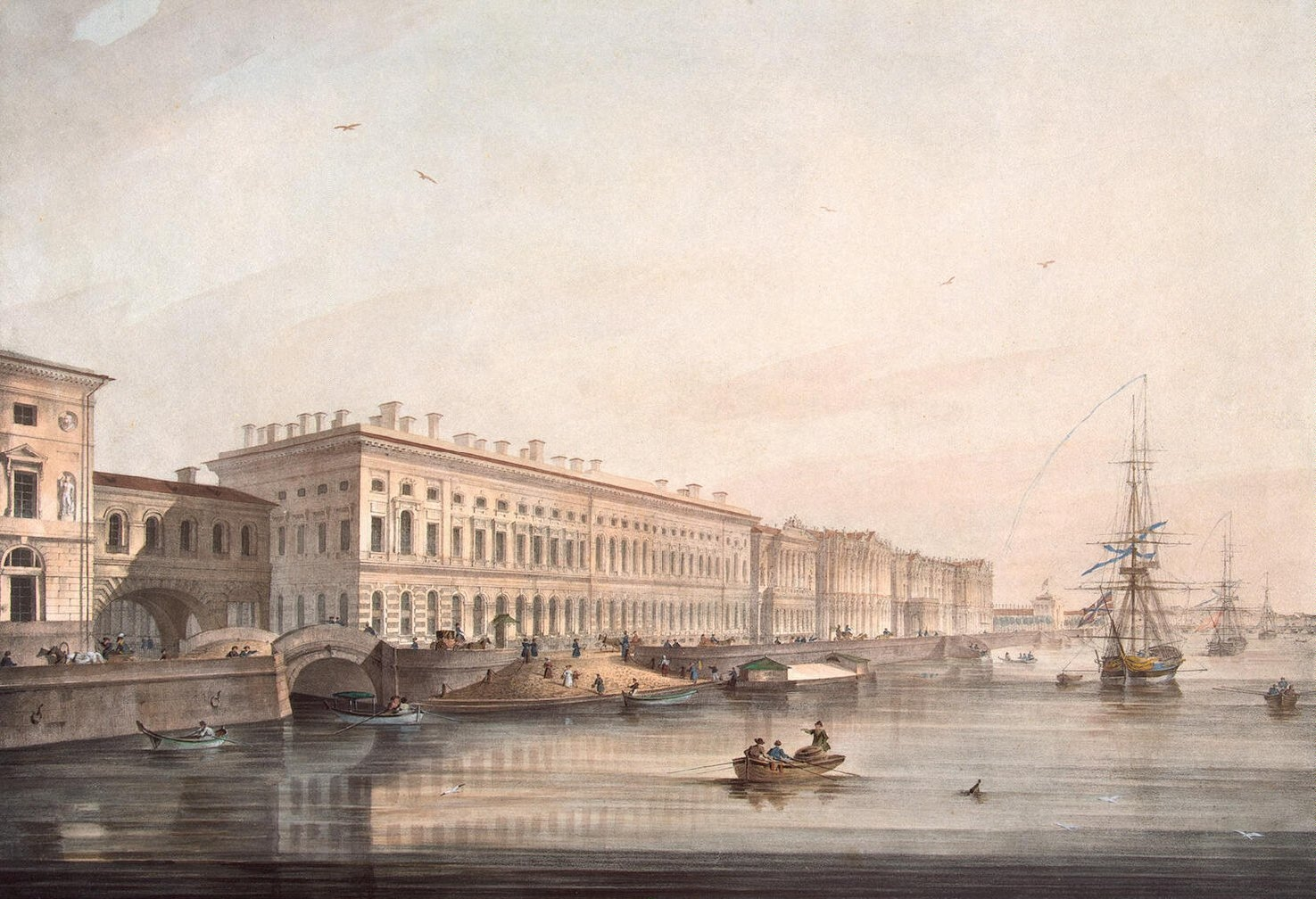
نهر نيفا في سانت بطرسبرغ

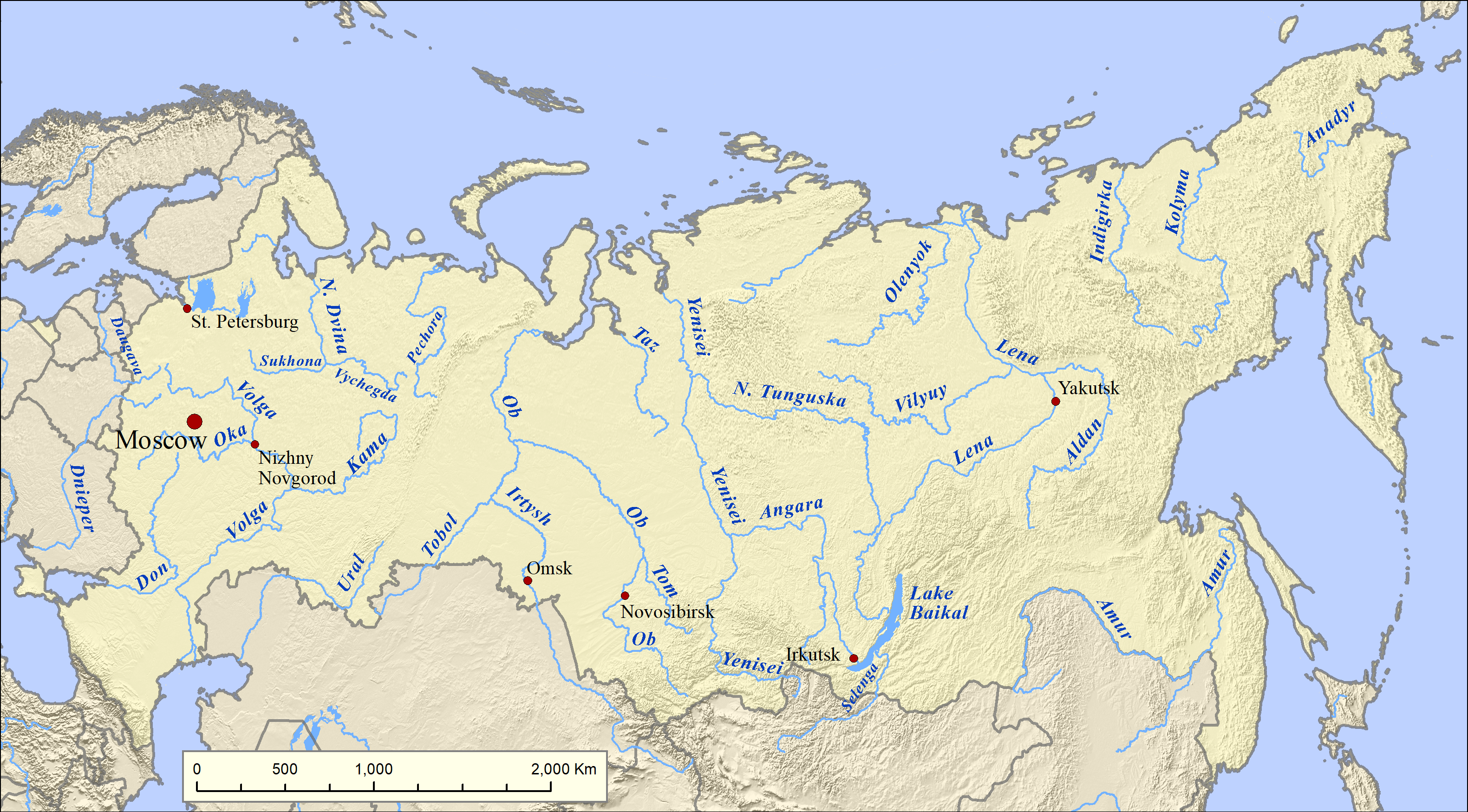
الأنهار العظمى في روسيا

## بحر بارنتسوالبحر الأبيض(المحيط المتجمد الشمالي)
الأنهار في هذا القسم مصنفة من الشرق إلى الغرب:
- نهر بيتشورا (شمال شرق ناريان-مار)
  - نهر أوسا (بتشورا) (غرب أوسينسك)
    - نهر كولفا (أوسا) (بالقرب من أوسنسك)
- نهر دفينا الشمالي (في سفرودفنسك)
  - نهر بينيغا (في Ust-Pinega)
  - نهر يمتسا (بالقرب من بولشايا غورا)
  - نهر فاغا (بالقرب من بيريزنيك)
  - نهر أوفتيوغا
  - نهر فيتشيغدا (في كوتلاس)
    - نهر فيشيرا

  - نهر يوغ (في فيليكي أوستيوغ)
  - نهر سوخونا (في فيليكي أوستيوغ)
    - نهر فولوغدا (بالقرب من فولوغدا)
- نهر ميزين (بالقرب من ميزين)
- نهر ناوتسيوكي
- نهر أونيغا (في أونغا)
- نهر كيم (في كيم)
- نهر نيفا (في كاندالاكشا)
- نهر مالايا بيلايا (إماندرا) (في شبه جزيرة كولا في أوبلاست مورمانسك)
- نهر فارزوغا
- نهر بونوي (في بونوي)
- نهر إيوكانغا
- نهر فورونيا

## بحر البلطيق

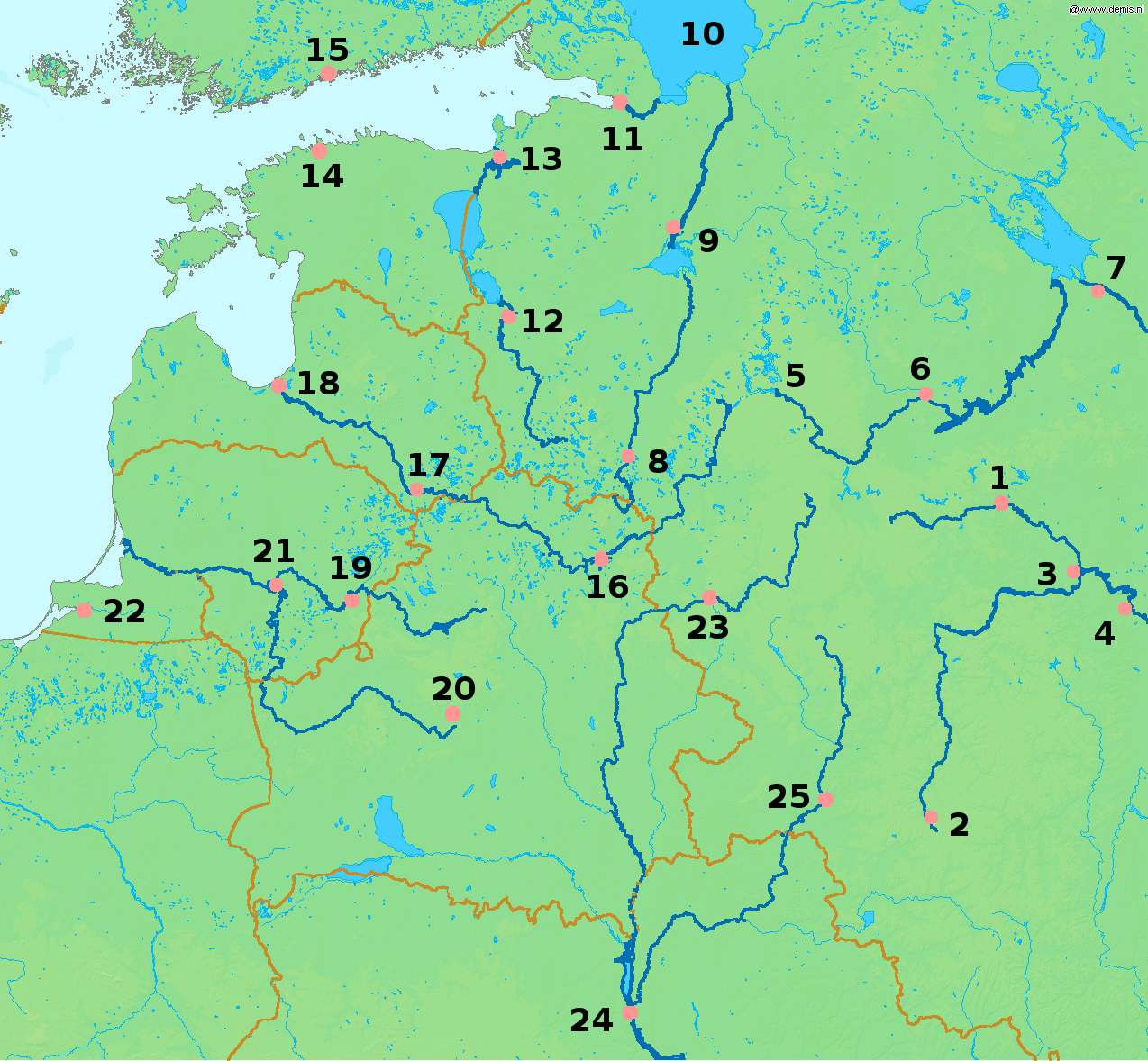
أنهار غرب أوروبا

الأنهار في هذا القسم مصنفة من الجنوب الغربي إلى الشمال الشرقي:
- نهر بريغوليا (بالقرب من كالينينغراد)
  - آلي/لافا (في زنامينسك (كالينينغراد))
  - إنستروتش/إنستر (في تشيرنياخوفسك)
  - نهر أنغرابا (في تشيرنياخوفسك)
    - نهر بيسا (بالقرب من تشيرنياخوفسك)
    - نهر كراسنايا (في غوسيف)
- نيمان (بالقرب من سيلوتي، ليتوانيا)
  - نهر شيشوب (بالقرب من نمان)
- نهر دفينا/دفينا الغربية (بالقرب من ريغا، لاتفيا)
  - نهر بولوستا (في بولوتسك، بيلاروس)
  - نهر كاسبليا (في سوراج، بيلاروس)
  - نهر ميجا (دفينا الغربية (بالقرب من فيليج)
    - نهر أوبشا (بالقرب من بيلي)
- نهر نارفا (بالقرب من نارفا)
  - نهر بليوسا (بالقرب من سلانتسي)
  - بحيرة بيبوس (بالقرب من سلانتسي)
    - نهر فيليكايا (بالقرب من بسكوف)
      - نهر كوخفا (بالقرب من أوستروف)
- لوغا (نهر) (في أوست لوغا)
  - نهر أوريديج (بالقرب من لوغا)
- نهر نيفا (في سانت بطرسبرغ)
  - نهر أوختا (في سانت بطرسبرغ)
    - نهر أوكيرفيل (في سانت بطرسبرغ)

  - نهر إجورا (في أوست إجورا)
  - نهر توسنا (في أوترادنوي (لينينغراد أوبلاست))
  - نهر مغا (بالقرب من مغا)
  - بحيرة لادوغا (في شليسلبورغ)
    - نهر فولخوف (بالقرب من فولخوف)
      - نهر تيغودا (بالقرب من كيريشي)
        - نهر رافان
        - نهر تشاغودا

      - نهر فيشيرا (نوفغورود أوبلاست (بالقرب من فيليكي نوفغورود)
      - بحيرة إيلمين (في فيليكي نوفغورود)
        - نهر مستا (بالقرب من فيليكي نوفغورود)
          - نهر بيريتنا (في توبوروك)
          - نهر أوفير (بالقرب من بيريزوفسكي ريادوك)
          - نهر بيريزايكا (في بيريزوفسكي ريادوك)
            - نهر فالدايكا

          - بحيرة مستينو (بالقرب من فيشني فولوتشيوك)
            - نهر تسنا (تفير أوبلاست) (بالقرب من فيشني فولوتشيوك)

        - نهر بولا (بالقرب من ستارايا روسا)
        - نهر لوفات (بالقرب من ستارايا روسا)
          - نهر بوليست (بالقرب من ستارايا روسا)
          - نهر كونيا (في خولم)

        - نهر شيلون (بالقرب من شيمسك)

    - نهر سياس (في سياستروي)
    - نهر سفير (بالقرب من لودينوي بول)
      - نهر باشا (بالقرب من لودينوي بول)
      - نهر أويات (بالقرب من لودينوي بول)
      - بحيرة أونيغا
        - نهر سونا (في كوندوبوغا)
        - نهر فودلا (روسيا) (بالقرب من بودوج)
        - نهر أندوما (شمال فيتيغرا)
        - نهر فيتيغرا (بالقرب من فيتيغرا)

    - فووكسي (في سولوفوفو (مقاطعة بريوزيرسكي) وبريوزيرسك)
      - نهر فولتشيا (بالقرب من لوسيفو ليننغراد أوبلاست)
- نهر سيسترا (ليننغراد أوبلاست (بالقرب من سسترورتسك)

## البحر الأسود
الأنهار في هذا القسم مصنفة من الغرب إلى الشرق:
- نهر دنبر (بالقرب من خيرسون، أوكرانيا)
  - ديسنا (بالقرب من كييف، أوكرانيا)
    - نهر سييم (في سوسنيتسيا، أوكرانيا)
    - سودوست (شمال نوفورود سيفرسكي، أوكرانيا)

  - نهر فيازما
- نهر ميوس (يصب في بحر آزوف بالقرب من تاغانروغ)
- نهر الدون (يصب في بحر آزوف بالقرب من آزوف)
  - نهر تيميرنيك (بالقرب من روستوف على نهر الدون)
  - نهر مانيتش (في مانيتشسكايا، شرق روستوف على نهر الدون)
  - نهر سال (روسيا) (في سميكاراكورسك)
  - نهر سيفيرسكي دونتس (بالقرب من سميكاراكورسك)
  - نهر خوبيور (بالقرب من سرافيموفتش)
  - نهر أوسيريد (بالقرب من بافلوفسك (فورونيج أوبلاست))
  - نهر بيتيوغ (بالقرب من بافلوفسك (فورونيج أوبلاست))
  - نهر فورونيج (بالقرب من فارونيش)
- نهر ييا (يصب في بحر آزوف بالقرب من ييسك)
- نهر الكوبان (يصب في بحر آزوف بالقرب من تمرايوك)
  - نهر بولشايا لابا (في أوست-لابينسك)
- نهر مزيمتا (بالقرب من سوتشي)

## بحر قزوين
الأنهار في هذا القسم مصنفة من الغرب إلى الشرق:
- نهر سولاك (شمال محج قلعة)
  - نهر أندي كويسو (بالقرب من غيمري)
  - نهر أفار كويسو (بالقرب من غيمري)
- نهر تيريك (بالقرب من كيزليار)
  - نهر مالكا (بالقرب من بروخلادني)
- نهر كوما (روسيا) (شمال كيزليار )
  - نهر بودكوموك (بالقرب من جورجييفسك)
- فولغا (بالقرب من أستراخان)
  - نهر ييروسلان (بالقرب من كاميشين)
  - نهر تيريشكا (بالقرب من ساراتوف)
  - نهر بولشوي إرغيز (بالقرب من فولسك)
  - نهر مالي إرغيز
  - نهر تشاباييفكا (بالقرب من تشاباييفسك)
  - سامارا (نهر) (في سامارا (روسيا))
  - نهر سوك (في سامارا)
    - نهر كوندورتشا (شمال سامارا)

  - نهر بولشوي تشيريمشان (بالقرب من ديميتروفغراد)
  - نهر بيزدنا (تترستان)
  - نهر أكتاي
  - نهر كاما (جنوب قازان)
    - نهر فياتكا (بالقرب من نيجنكامسك)
      - نهر تشيبتسا (بالقرب من كيروف (كيروف أوبلاست))

    - نهر بيلايا (بالقرب من نفتكامسك)
      - نهر أوفا (في أوفا)
        - نهر يوريوزان (بالقرب من كاريدل)

    - نهر تشوسوفايا (بالقرب من بيرم (روسيا))
      - نهر سيلفا (بالقرب من بيرم)

    - نهر ييغوشيخا (في بيرم)
    - نهر موليانكا (في بيرم)
    - نهر فيشيرا (بيرم كراي) (بالقرب من سولكامسك)
      - نهر كولفا (بيرم كراي) (بالقرب من تشيردين)

  - نهر كازانكا (في كازان)
  - نهر سفياغا (غرب كازان)
  - نهر إليت (بالقرب من فولجسك)
  - نهر أنيش (بالقرب من كوزلوفكا)
  - نهر كوكشاغا (بالقرب من كوكشايسك)
    - نهر مالي كونديش

  - نهر بولشايا كوكشاغا (بالقرب من كوكشايسك)
    - نهر بولشوي كونديش

  - نهر تسيفيل (بالقرب من نوفوتشبوكسارسك)
  - نهر روتكا
  - نهر فيتلوغا (بالقرب من كوزموديميانسك)
  - نهر سورا (في فاسيلسورسك)
    - نهر بيانا
    - نهر ألاتير (في ألاتاير)

  - نهر كيرجينيتس (بالقرب من ليسكوفو)
  - نهر كودما (بين كستوفو و ليسكوفو)
  - نهر أوكا (في نيجني نوفغورود)
    - كليازما (في غورباتوف (قرية))
      - نهر تيزا (بالقرب من يوجا (روسيا))
      - نهر نيرل (كليازما) (بالقرب من فلاديمير (روسيا))

    - نهر موكشا (بالقرب من ييلاتما (ريازان))
      - نهر تسنا (حوض موكشا (بالقرب من ساسوفو)

    - نهر برا (روسيا) (بالقرب من كاسيموف)
    - نهر موسكفا (في كولومنا)
      - نهر باخرا (بالقرب من موسكو)
      - نهر نيغلينايا (في موسكو)
      - نهر ياوزا (في موسكو)
      - نهر سيتون (في موسكو)
      - نهر إسترا (بالقرب من موسكو)
      - نهر روزا (بالقرب من روزا)

    - نهر نارا (أوكا) (في سربوخوف)
    - نهر بروتفا (بالقرب من سيربوخوف)
      - نهر لوجا (بالقرب من مالوياروسلفتس)

    - نهر أوغرا (أوكا) (بالقرب من كالوغا)
    - نهر أوبا (بالقرب من سوفوروف)
      - نهر بلافا (روسيا) (بالقرب من كرابيفنا)

  - نهر أوزولا (بالقرب من بالاخنا)
  - نهر أونجا (في يورييفيتس)
    - نهر نييا (بالقرب من ماكارايف)
    - نهر فيغا

  - نهر نيومدا (كوستروما أوبلاست) (بالقرب من يورييفيتس)
    - نهر شويا (كوستروما أوبلاست)

  - نهر كوستروما (في كوستروما)
    - نهر فيوكسا (في باي (قرية))

  - نهر كوتوروسل (في ياروسلافل)
  - نهر سوغوجا (بالقرب من بوشيخونيي)
  - نهر شيكسنا (في تشيريبوفيتس)
    - بحيرة بيلوي (بالقرب من بيلوزيرسك)
      - نهر كوفجا
      - نهر كيما

  - نهر سودا (بالقرب من تشيريبوفيتس)
    - نهر كولب

  - نهر مولوغا (بالقرب من فيسييغونسك)
  - نهر كاشينكا (بالقرب من كاليازين)
  - نهر نيرل (فولغا) (بالقرب من كاليازين)
    - نهر كوبر

  - نهر ميدفيديتسا (حوض الفولغا) (بالقرب من كيمري)
  - نهر دوبنا (حوض الفولغا) (في دوبنا)
    - نهر سيسترا (دوبنا) (بالقرب من دوبنا)

  - نهر شوشا (بالقرب من كوناكوفو)
    - نهر لاما (بالقرب من كوزلوفا)

  - نهر تيفيرتسا (في تفير)
    - نهر أوسوغا (تفيرتسا) (بالقرب من تورجوك)

  - نهر فازوزا (في زوبتسوف)
  - نهر سيلجاروفكا (في سيلجاروفو)
- نهر الأورال (في أتيراو، كازاخستان)
  - نهر إلك (في Ilek)
  - نهر ساكمارا (في أورينبورغ)

## المحيط المتجمد الشمالي، شرق الأورال
الأنهار في هذا القسم مصنفة من الغرب إلى الشرق:
- نهر أوب (إلى خليج أوب)
  - إيرتيش (بالقرب من خانتي-مانسييسك)
    - نهر توبول (في توبولسك)
      - نهر تافدا (جنوب غرب توبولسك)
      - نهر تورا (حوالي 80 كيلومترا حتى المصب من تيومين)
      - نهر إيسيت (بالقرب من يالوتوروفسك)
        - نهر مياس (شرق شادرينسك)

      - نهر أوباغان
      - نهر أوي (حوض توبول) (جنوب كورغان (مدينة))

    - نهر إيشيم
    - نهر تارا بالقرب من (تارا (روسيا))
    - نهر أوم (في أومسك)

  - نهر فاخ (بالقرب من نيجنفارتوفسك)
    - نهر سابون

  - نهر تيم
  - نهر فاسيوغان (في كارغاسوك)
  - نهر بارابيل (بالقرب من كارغاسوك)
  - نهر كيت (بالقرب من كولباشيفو)
  - نهر تشوليم (أوب)
  - توم (نهر) (50 كم حتى مصبه تومسك)
  - آلاي (نهر) (بالقرب من بارناول)
  - نهر كاتون (في بييسك)
  - نهر بييا (في بييسك)
    - نهر تشوليشمان (يصب في بحيرة تيليتسكوي)
      - نهر باشكاوس
        - نهر تشيبدار
- نهر ناديم (يصب في خليج أوب في خوروفايا)
- نهر بور (يصب في خليج تاز)
- نهر تاز (يصب في خليج تاز في مقاطعة تازوفسكي)
- نهر ينسي
  - نهر تاناما
  - نهر توروخان (بالقرب من توروخانسك)
  - نهر آباكان (في أباكان)
  - نهر كوريكا
  - نهر ييلوغوي
  - نهر بيغ خيتا
  - نهر سيم
  - تونجوسكا
    - نهر فيفي

  - نهر باختا
  - نهر بودكامينايا تونغوسكا
    - نهر كاتانغا
    - نهر تيتيري

  - نهر بيغ بت
  - نهر كان
  - نهر مانا
  - نهر بازيخا
  - نهر كاتشا
  - نهر كيم (ينيسي)
  - نهر خمتشيك
  - نهر خانتايكا
  - نهر أنغارا (في ستريلكا (كراسنويارسك كراي))
    - نهر أوكا (سيبيريا) (بالقرب من براتسك)
    - نهر بولشايا بيلايا (بالقرب من أوسوليي-سيبيرسكويي)
    - نهر إيركوت (في إيركوتسك)
    - نهر سيلينجا (يصب في بحيرة بايكال بالقرب من كابانسك)
      - نهر أودا (في أولان-أودي)
      - نهر خيلوك
      - نهر تشيكوي
        - نهر مينزا

      - نهر أورخون
        - نهر توول

      - دجيدا
      - نهر إغ (منغوليا)

    - نهر بارغوزين (يصب في بحيرة بايكال)
    - نهر توركا (بايكال) يصب في بحيرة بايكال
    - نهر أنغارا الأعلى (يصب في بحيرة بايكال بالقرب من سفيروبايكالسك)
      - نهر تشورو

    - نهر تاسييفا
      - نهر تشونا
        - نهر كوسوفكا

      - نهر بيريوسا
- نهر بياسينا (شرق خليج تاز)
- نهر خاتانغا (بالقرب من كوجيفنيكوفو)
  - نهر كوتوي (بالقرب من (بالقرب من خاتانغا)
    - نهر كوتويكان

  - نهر خيتا (بالقرب من خاتانغا)
- نهر أنابار (في خورغو)
  - نهر سولاما
  - نهر أوديا (أودجا)
  - نهر مالايا كونامكا
  - نهر بولشايا كونامكا
- نهرأويلي
- نهر أولينيوك
  - نهر آرغا-سالا
  - نهر ألاكيت
  - نهر سيليغير
  - نهر ميرتشيمدين
  - نهر أوكوكيت
  - نهر بيريكتي
  - نهر كويكا
  - نهر بييونتشيمي
  - نهر كيويوتينغدي
  - نهر بور
  - نهر خوربوسونكا
  - نهر كيليميار
  - نهر بولكالاخ
- نهر لينا (بالقرب من تيكسي)
  - نهر فيليوي (بالقرب من سانغار (جمهورية ساخا))
    - نهر تيونغ
    - نهر أولخان-بوتوبويا
    - نهر أوتششوغوي بوتوبويا
    - نهر تشونا
    - نهر تيوكيان
    - نهر مارخا
    - نهر باباغاي
    - نهر يغياتا

  - نهر لونغخا
  - نهر نامانا
  - نهر تيوغيويني
  - نهر سيتي
  - نهر خانتشالي
  - نهر كينكيمي
  - نهر ليابيسكي
  - نهر تيمبيليكان
  - نهر بيليانكا
    - نهر موني

  - نهر باتاماي
  - نهر ألدان
    - نهر أمغا
    - نهر مايا
    - نهر أميديتشي
    - نهر تيري
    - نهر نوتورا
    - نهر تيمبتون
    - نهر ينغييولي
    - نهر أوتشر
    - نهر ألاخ-يون
    - نهر خاندا
    - نهر تومبو
    - نهر تاتا
    - نهر باراي
    - نهر توكولان
    - نهر كيلي
    - نهر تومارا
      - نهر نوارا

  - نهر بولشوي باتوم
  - نهر أوليوكما
    - نهر تشارا
      - نهر توكو
      - نهر أبسات
      - نهر جويا

    - نهر نيوكجا
    - نهر تونغير

  - نهر بوتاما
  - نهر ميندا
  - نهر تاما
  - نهر ميلا
  - نهر سينيايا
    - نهر ماتا

  - نهر لييولينغي
  - نهر تولبا
  - نهر ليندي
  - نهر سولا
  - نهر مونا (لينا)
  - نهر موتورتشونا
  - نهر مولودو
    - نهر سيونغيودي

  - نهر تشيريندي (أيسر)
  - نهر بيريوك (أيسر)
  - نهر نينويا (في نييويا)
  - نهر ديربا
  - نهر أورا (لينا)
  - نهر بيليدوي
  - نهر فيتيم (في فيتيم)
    - نهر كالار
    - نهر كالاكان
    - نهر تسيبا
      - نهر أمالات
      - نهر تسيبيكان

    - نهر مويا
    - نهر كوندا
    - نهر كارينغا
    - نهر ماما
    - نهر مامكان

  - نهر تشايا
  - نهر إتشيرا
  - نهر تشيتشوي
  - نهر بيليودا
  - نهر تشويا
  - نهر كيرينغا (في كيرينسك)
  - نهر تايورا
  - نهر كوتا
  - نهر توتورا
  - نهر إلغا
  - نهر كيونديودي
  - نهر أودييولينوغ (من سلسلة فيرخويانسك)
  - نهر نورا (لينا)
  - نهر بيغيديان
  - نهر خورونغكا
  - نهر سوبولوخ-مايان
  - نهر مينكيري
  - نهر ماتارا
  - نهر أويل سيكتياخ
  - نهر دجاردجان (لينا)
  - نهر بيوسييوكي
  - نهر ديانيشكا
  - نهر إييكيت
- نهر يانا (في نيجنييانسك)
  - نهر أديتشا
    - نهر ديربيكي
    - نهر نيلغيز
    - نهر توستاخ
    - نهر بورولاخ
    - نهر تشاركي

  - نهر أولدجو
    - نهر نينيلي

  - نهر أبيرابيت
  - نهر دولغالاخ
  - نهر سارتانغ
  - نهر بيتانتاي
- نهر إنديغيركا (بالقرب من تابور (ساخا))
  - نهر أليخا
  - نهر بيوريوليوخ
  - نهر شاندرين
  - نهر كويدوسون
  - نهر كيوينتي
  - نهر إلغي
  - نهر نيرا (روسيا)
  - نهر موما
  - نهر تشيباغالاخ
  - نهر بادياريخا
  - نهر سيلينياخ
  - نهر شانغينا
  - نهر دروجينا
  - نهر أوياندينا
- نهر ألازيا
  - نهر روسوخا
- نهر كوليما (بالقرب من أمبارتشيك)
  - نهر أنوي (كوليما) (بالقرب من نيجنيكوليمسك)
    - نهر بولشوي أنوي
    - نهر مالي أنوي

  - نهر أومولون
    - نهر أنغو
    - نهر أومولوي
    - نهر كيدون
    - نهر نامينديكان

  - نهر بوبوفكا
  - نهر ياساتشنايا
    - نهر أوموليوفكا

  - نهر زيريانكا
  - نهر أوجوغينا
  - نهر سيديديما
  - نهر بويوندا
  - نهر سيمتشان (كوليما)
  - نهر باليغيتشان
  - نهر سوغوي
  - نهر ديبين
  - نهر باخابتشا
    - نهر مالتان

  - نهر تساكان
  - نهر كوركودون
    - نهر بولون

  - نهر بيريوزوفكا (كوليما)
  - نهر تينكا
  - نهر أيان-يورياخ
  - نهر كولو
- نهر تشاون
- نهر باليافام
- نهر بيغتيميل (يتدفق نحو بحر تشوكشي)
- نهر أمغويما
- نهر يونيفيم
- نهر تشيغيتون

## المحيط الهادئ/بحر أوخوتسك
الأنهار في هذا القسم مصنفة من الشمال إلى الجنوب:
- نهر أنادير (في بحر بيرنغ)
  - نهر تانيورر
  - نهر بيلايا (تشوكوتكا)
  - نهر يابلون
  - نهر يروبول
  - نهر ماين
- فيليكايا (تشوكوتكا)
- نهر خاتيركا
  - نهر إومراوتفام
- نهر أوكيلايات
- نهر بارين
- نهر أولا
- نهر أرمان
  - نهر خاسين
- نهر ياما
- نهر يانا (بحرأوخوتسك)
- نهر تاوي
  - نهر تشيولومدجا
- نهر إنيا (بحرأوخوتسك)
- نهر أولبيا
- نهر كوختوي
- نهر أوخوتا
- نهر غيجيغا
- نهر بينجينا
  - نهر بيلايا (بينجينا)
  - نهر أوكلان
- نهر كامتشاتكا (في أوست كامتشاتكا)
- نهر أفاتشا (بالقرب من بتروبافلوفسك (كامشاتكا))
- نهر بولشايا (الساحل الغربي لشبه جزيرة كامشاتكا)
- نهر كيختشيك (الساحل الغربي لشبه جزيرة كامشاتكا)
- نهر أودا (خاباروفسكا) (في تشوميكان)
  - نهر مايا (أودا)
- نهر آمور (في نيكولايفسك-نا-أمور)
  - نهر أنوي (خاباروفسك كراي) (في نايخين)
  - نهر أوسوري (في خاباروفسك)
    - نهر بيكين (بالقرب من بيكين)
      - نهر كونتروفود (بالقرب من لوتشيغورسك)

  - نهر غور
  - نهر غورين
  - بوريا (بالقرب من رايتشيخينسك)
  - نهر زيا (في بلاغوفيشتشينسك (أمور أوبلاست))
    - نهر توم (± 80 كم من المنبع من بلاغوفيشتشينسك (أمور أوبلاست))
    - نهر سيليمدجا (± 50 كم من المنبع من سفوبودني)
      - نهر نورا
      - نهر أولما
      - نهر أورلوفكا (مامين)
      - نهر بيسا

    - نهر ديب

  - نهر شيلكا
    - نهر نيرتشا (بالقرب من نيرتشينسك)
    - نهر إنغودا (بالقرب من شيلكا (بلدة))
    - نهر أونون (بالقرب من شيلكا)

  - نهر أمغون
    - نهر نيميلين

  - نهر أرغون
  - نهر أمازار
- نهر تومين (في سوسورا-ري، كوريا الشمالية)

## غير مصنّفة
- تشيورنايا ريتشكا(إلى نهر كامينكا (سانت بطرسبورغ))
- نهر كوسوفوي
- نهر تولوما
- نهر روستا

## ترتيب أبجدي

### أ
نهر آباكان، نهر ألازيا، نهر ألدان، آلاي (نهر)، نهر أمبارنايا، نهر أمغا، نهر آمور، نهر أنابار، نهر أنادير، نهر أنغارا، نهر أنغرابا، نهر أنوي (تشوكوتكا)، نهر أنوي (أمور)، نهر أرغون، نهر أفاتشا، نهر أوب، نهر أوكا، نهر أوكا (سيبيريا)، نهر أولينيوك، نهر أوليوكما، نهر أوم، نهر أومولون، نهر أونيغا، نهر أونون، نهر أوريديج، نهر أوسوغا (تفيرتسا)، نهر أويات، نهر أودا، نهر أودا (خاباروفسكا)، نهر أوفا، نهر أوفتيوغا (آرخانغيلسك أوبلاست)، نهر أوغرا (أوكا)، نهرنهر إك، نهر إلك، نهر إنديغيركا، نهر إنغودا، نهر إنستروتش، نهر إيوكانغا، نهر إيركوت، إيرتيش، نهر إيست، نهر إيشيم، نهر إسترا، نهر إيجورا، نهر أونجا، نهر أوبا، نهر أنغارا الأعلى، نهر الأورال، نهر أوسا، نهر أوسوري، نهر أوفير، نهر أوزولا،

### ب
نهر باخرا، نهر باشا، نهر بارابيل، نهر بيتشورا، نهر بينيغا، نهر بيسا، نهر بلافا، نهر بودكامينايا تونغوسكا، نهر بودكوموك، نهر بولا، نهر بولست، نهر بولوتا، نهر بونوي، نهر برا (روسيا)، نهر بريغوليا، نهر بروتفا، نهر بور، نهر بياسينا، بارغوزين، نهر باشكاوس، نهر بيلايا، نهر بيريزايكا، نهر بيكين، نهر بيتيوغ، نهر بيا، نهر بولشايا بيلايا، نهر بولشايا بيورا (أمور أوبلاست، نهر بولشايا بيورا (جمهورية كومي)، نهر بوتاما، بوريا، نهر بولشاسا لابا

### ت
نهر تافدا، نهر تارا، نهر تاز، نهر تيريك، نهر تيتيري، نهر تيزا، نهر تيغودا، نهر توبول، توم (نهر)، نهر توم (زيا)، نهر توسنا، نهر تسنا (حوض موكشا)، نهر تسنا (تفير أوبلاست)، نهر توغور، نهر تومين، نهر تارا، نهر توروخان، نهر تيفيرتسا، نهر تيم، نهر تيونغ، نهر تشاغودا، نهر تشيبدار، نهر تشيبتسا، تشيورنايا ريتشكا، نهر تشوليم (أوب)، نهر تشوليشمان، نهر تشوسوفايا،

### ج
نهر جوبانوفا

### خ
نهر خاتانغا، نهر خيتا، نهر خوبيور

### د
نهر دفينا، نهر ديب، نهر ديسنا، نهر دنبر، نهر الدون، نهر دوبنا

### ر
نهر رافان، نهر روزا

### ز
نهر زيا

### س
نهر ساكمارا، نهر سال، سامارا (نهر)، نهر سييم، نهر سيليمدجا، نهر سيلينجا، نهر سيسترا، نهر سيسترا (دوبنا)، نهر سودوست، نهر سوخونا، نهر سوالا، نهر سورا، سفير (نهر)، نهر سفياغا، نهر سياس، نهر سيلفا، نهر سيتون، نهر سيفيرسكي دونتس

### ش
نهر شيشوب، نهر شيكسنا، نهر شيلون، نهر شيلكا، نهر شوشا

### ف
نهر فاغا، نهر فاخ، نهر فلادايكا، نهر فارزوغا، نهر فاسيوغان، نهر فيليكايا، نهر فيتلوغا، نهر فيليوي، نهر فيشيرا (فولخوف)، نهر فيشيرا (فيتشيغدا)، نهر فيشيرا (كومي)، فيتيم، نهر فولتشيا، فولغا، نهر فولخوف، نهر فولوغدا، نهر فورونيج، نهر فورونيا، فووكسي، نهر فياتكا، نهر فيازما، نهر فيتشيغدا، نهر فيتيغرا،

### ك
نهر كاما، نهر كامو (روسيا)، نهر كامتشاتكا، نهر كاشينكا، نهر كاسبيليا، نهر كاتانغا، نهر كاتون، نهر كازانكا، نهر كيرجينيتس، نهر كيت، نهر كوبيد، نهر كيرينغا، كليازما، نهر كولفا (أوسا)، نهر كولفا (فيشيرا)، نهر كوليما، نهر كوندورتشا، نهر كوسوفكا، نهر كوسوفوي، نهر كوستروما، نهر كوتوروسل، نهر كوتوي، نهر كوجيم، نهر كراسنايا، نهر الكوبان، نهر كوبر، نهر كوما (روسيا)، نهر كونيا

### ل
نهر لاما، نهر لينا، نهر لينا، نهر لوفات، تونجوسكا، لوغا (نهر)

### م
مالكا، نهر مالايا بيلايا، نهر مانيتش، نهر مارخا (لينا)، نهر مارخا (فيليوي)، نهر ماتا، نهر مايا، نهر ميزين، نهر مغا، نهر مياس، نهر ميوس، نهر موكشا، نهر مولوغا، نهر موسكفا، نهر مستا، نهر موليانكا، نهر مونا (لينا)

### ن
نهر ناديم، نهر نارا، نهر نارفا، نهر ناوتسيوكي، نهر نيغلينايا، نيمان، نهر نيرتشا، نهر نيرل (كليازما)، نهر نيرل (فولغا)، نهر نيفا، نهر نيفا، نهر دفينا الشمالي، نهر نيويا

### ي
نهر يانا، نهر ياوزا، نهر ييغوشيخا، نهر يومتسا، نهر ينسي، نهر يوغ، نهر يوريوزان